# Ceumeucet (Pirak Timu)
Ceumeucet is een bestuurslaag in het regentschap Aceh Utara van de provincie Atjeh, Indonesië. Ceumeucet telt 248 inwoners (volkstelling 2010).